# Помазанов Андрій Віталійович
Андрій Віталійович Помазанов (нар. 2 серпня 1983) — український політик, юрист та правозахисник. Заслужений юрист України (2017). Видатний адвокат України (2018). Народний депутат України 8-го скликання. Член Комітету Верховної Ради України з питань правової політики та правосуддя, Голова підкомітету з питань діяльності адвокатури та регулювання надання правової допомоги громадянам, Керівник групи з міжпарламентських зв'язків з Туніською Республікою. Займався адвокатською практикою, очолював Головне управління юстиції у місті Києві. Має науковий ступінь доктора філософії з галузі знань "Право".

## Освіта
У 2006 році закінчив з відзнакою Юридичний університет ім. Я. Мудрого за спеціальністю «Правознавство».

## Трудова діяльність
В період з 2005 по 2009 роки працював у державних та приватних структурах, займав посади від юрисконсульта до начальника управління правового забезпечення.
У 2009 році отримав свідоцтво про право на заняття адвокатською діяльністю та до 2014 року займався адвокатською практикою.
У травні 2014 року призначено на посаду Начальника головного управління юстиції у м. Києві.

## Політична кар'єра
На позачергових виборах до Верховної ради України 2014 року обраний народним депутатом України від Політичної Партії "Народний фронт".

## Наукові праці
1. Помазанов А.В. Останній подих несумлінних батьків або як змусити особу сплачувати аліменти//Юридична газета. 2015. № 17. 28 квіт. С. 1,7[3].
2. Помазанов А.В. Люстрація суддів: приклад європейських країн//Бюлетень Міністерства юстиції України. 2015. № 9(167). С.54-62.
3. Помазанов А.В. Господарські суди: ліквідувати не можна реформувати //Бюлетень Міністерства юстиції України. 2015. № 12(170). С.46-58.
4. Помазанов А.В. Суддівське самоврядування за новим законодавством України: виклики та перспективи//Журнал Верховної Ради України Віче.2016. №5-6 (409-410).С. 28-31.
5. Помазанов А.В. Касаційне оскарження у цивільному процесі України в контексті реалізації права на справедливий суд//Бюлетень Міністерства юстиції України.2017.№12.С.30-37.
6. Помазанов А.В. Деякі аспекти сутності та змісту касаційного перегляду у цивільному процесі України//Підприємництво,господарство і право. 2017.№12(262).С.58-62.
7. Помазанов А.В. Малозначність справ у цивільному процесі України//Право і суспільство.2018.№1.С.80-86.
8. Помазанов А.В. Здійснення права на касаційне оскарження та відкриття касаційного провадження//Вісник НТУУ "КПІ".Політологія.Соціологія.Право. 2018. №2 (38). С. 132-136
9. Помазанов А.В. Касаційне провадження у цивільному процесі України в контексті міжнародних стандартів судочинства//Приватне право і підприємництво. 2018. №18. С. 84-89
10. Помазанов А.В. Ефективність касаційного перегляду судових рішень у цивільних справах//Науковий вісник публічного та приватного права. 2018. №6. Том 1. С. 143-146
11. Помазанов А.В. Деякі питання касаційного перегляду судових рішень у цивільному процесі України//Visegrad Journal on Human Rights. 2019.  №1. С. 132-137
12. Помазанов А.В. Окремі аспекти касаційного перегляду судових рішень в умовах реформування цивільного процесу України//Актуальні питання реформування процесуального законодавства в Україні: збірник тез Всеукраїнської науково-практичної конференції.  Київ, 1 грудня 2017 року.  С.86-88
13. Помазанов А.В. Предмет касаційного перегляду у цивільному процесі України//Особливості розвитку публічного та приватного права в Україні: Матеріали міжнародної науково-практичної конференції.  Харків, 20-21 липня 2018 р. С. 76-81
14. Помазанов А.В. Деякі питання застосування практики ЄСПЛ у ході касаційного перегляду рішень судів//Верховенство права та правова держава: Матеріали міжнародної науково-практичної конференції. Ужгород, 14-15 вересня 2018 р. С.69-73
15. Помазанов А.В. Процедура касаційного перегляду судових рішень у цивільних справах: зарубіжний досвід//Юридична наука в сучасному світі: здобутки та перспективи: Матеріали міжнародної науково-практичної конференції.  Одеса, 21 вересня 2018 р. С.43-47
16. Помазанов А.В.Правові наслідки касаційного перегляду судових рішень у цивільних справах//Право як ефективний суспільний регулятор: Матеріали міжнародної науково-практичної конференції. Львів, 15-16 лютого 2019 р. с. 52-55
17. Помазанов А.В. Касаційний перегляд судових рішень у цивільному процесі України: теорія та практика/Монографія. Київ, 2020 рік.

## Особисте життя
Одружений, виховує двох дітей.